# Bariera (elektrotechnika)
Bariera, bariera ochronna – środek ochrony przeciwporażeniowej podstawowej. Bariera ochronna jest stosowana jako ochrona częściowa i tylko w wyjątkowych sytuacjach. Chroni przed niezamierzonym dotknięciem niebezpiecznych części czynnych (w przypadku niskiego napięcia), albo niezamierzonemu wejściu w strefę niebezpieczną (w przypadku wysokiego napięcia). Bariera powinna być zabezpieczona przed przypadkowym jej usunięciem. Usunięcie bariery może jednak być możliwe bez użycia kluczy lub narzędzi. Bariery, jako środek ochrony, stosowane są w pomieszczeniach ruchu elektrycznego i zabezpieczają osoby wykwalifikowane lub przeszkolone.